# Melanargia grisescens
Melanargia grisescens är en fjärilsart som beskrevs av Varin 1948. Melanargia grisescens ingår i släktet Melanargia och familjen praktfjärilar. Inga underarter finns listade i Catalogue of Life.